# Mauzun
Mauzun – miejscowość i gmina we Francji, w regionie Owernia-Rodan-Alpy, w departamencie Puy-de-Dôme.
Według danych na rok 1990 gminę zamieszkiwało 61 osób, a gęstość zaludnienia wynosiła 62 osoby/km² (wśród 1310 gmin Owernii Mauzun plasuje się na 775. miejscu pod względem liczby ludności, natomiast pod względem powierzchni na miejscu 1049.).